# 木龙桥
木龙桥，原称“中山北桥”或“中山北路桥”，位于桂林市区木龙湖与铁佛塘交界处的中山北路上，是沟通“两江四湖”水系中木龙湖和铁佛塘的重要枢纽。
该桥为三孔连续拱桥，桥长47.5米，桥宽53米，双向六车道，造型参考了法国塞纳河上的新桥。

## 印象
桥面为混凝土快车道路面和沥青慢车道路面，人行道采用石料铺设。桥栏杆及侧面全部采用石料装饰。
桥可以看做是三座小桥连在一起，简单而带有古典历史气息。

## 历史
建桥的地方原来是道路，人工开挖木龙湖后才建此桥。
2001年2月18日工程开工，2002年2月1日正式通车，2006年4月25日命名木龙桥。